# Манчхар
Манчхар (урду منچھر جھیل‎, англ. Lake Manchar) — озеро в южной части Пакистана. Расположено в провинции Синд, к западу от реки Инд.

## Общая информация
Озеро является одним из крупнейших пресноводных озёр в Пакистане и Южной Азии, оно играет существенную экологическую роль в функционировании бассейна реки Инд. Было образовано в 1930 году в результате строительства дамбы. Площадь озера колеблется в зависимости от сезона от 350 км² до 520 км². Максимальная глубина — 5 м. Озеро питают множество малых рек, стекающих со склонов гор Киртхара, и два канала. Манчар имеет сток в реку Инд. Озеро Манчар является местом остановки перелётных птиц.

## Экология
На данное озеро ездило множество человек с целью порыбачить. Однако с недавних пор произошло резкое ухудшение состояния окружающей среды, в результате чего вода становится солёной. Как результат, рыбы стало заметно меньше и рыбаки остались без работы. Загрязнение происходило в течение длительного времени, но лишь недавно эффект стал ощущаем.